# Роде (ред)
Родарице (лат. Ciconiiformes) су ред птица летачица, које се још називају и штакарама због својих дугих ногу.

## Карактеристике
Родарице су птице средње величине, мада су неки представници врло крупни. На прстима њихових дугих ногу нема пловних кожица. Насељавају станишта где има воде, јер им се исхрана састоји од риба и других водених животиња.

## Распрострањење
Има их у целом свету изузев поларних области и планинских врхова.

## Систематика

### Традиционална
Систематика ове групе је била подложна променама. Према традиционалној систематици, постоји пет породица:
- Чапље, гакови и букавци (Ardeidae)
- Роде
- Батоглавке (Scopidae)
- Режњеви и кашикари (Threskiornithidae)
- Ципеларке (Balaenicipitidae)

Према другој систематици, постоји шест породица, где се осим поменутих пет укључује још једна:
- Амерички лешинари

### Модерна
Према најновијој систематици заснованој на резултатима анализа ДНК, ред родарица (лат. Ciconiiformes) је монотипичан и укључује само породицу:
- Роде;

док породице: 
- Чапље, гакови и букавци;
- Ципеларке;
- Батоглавке;
- Ражњеви и кашичари;

припадају реду Pelecaniformes.